# Hospice de Saint-Éloi
 (octobre 2016).
Améliorez-le ou discutez des points à vérifier. 
 (novembre 2015).
Le contenu est difficilement compréhensible vu les erreurs de traduction, qui sont peut-être dues à l'utilisation d'un logiciel de traduction automatique.
Le Sint Eloyen Gasthuis, Hospice de Saint-Éloi en français, est l’établissement de la Guilde des forgerons de la ville d’Utrecht aux Pays-Bas.
L’histoire de Guilde des Forgerons d’Utrecht et du St. Eloyen Gasthuis (Hospice de St. Éloi) est une histoire de plus de sept siècles. Il y est décrit de manière brève la richesse passée et présente de l'héritage culturel de la Ville d’Utrecht.

## Saint Éloi
Saint Éloi a vécu de 588 à 659 apr. J.-C. et était un maréchal-ferrant, puis un orfèvre et même Maître de Monnaie. Il était aussi l'évêque de Noyon et a fait christianiser la population de la région du Nord de la France et de la Flandre. Il est le Patron des Forgerons.

## Le commencement des Guildes
Au IIIe siècle il existe déjà des fraternités des artisans.
La Charta de 1304 décide déjà que dans la ville d’Utrecht il y a 21 de ces fraternités des artisans. Aussi on a réglé les droits et les devoirs.
Une de ces fraternités était la Guilde des forgerons d’Utrecht. Les membres de la Guilde étaient les maréchaux-ferrants, les serruriers, les pistoliers, les orfèvres, etc.
On travaille dans les bâtiments de bois situé au Smede Steghe (Ruelle des Forgerons).
Parce qu'on travaille avec le feu, les bâtiments de bois rendaient la situation très dangereuse. La ruelle des Forgerons ne se trouve pas dans le centre de la Ville, mais en dehors.

## St. Eloyen Gasthuis
L'Association des Forgerons était située dans une salle de la Ville au Minrebroedersstraat (= Rue des Frères mineurs). Mais les Forgerons ont acheté une maison située au Boterstraat (= Rue au beurre). Cette maison était voisiné au Uitspanning (relais, auberge) De Hollandse Tuin (Het Huis ter Wouw). La Guilde des Forgerons prenaient soin des confrères pauvres et indigents dans cette maison.
Dans l’archive riche de St. Eloyen Gasthuis, on a nommé pour la première fois cette maison dans l’année 1446.
Pendant des années la Guilde des Forgerons était aux niveaux économique et politique très important. Beaucoup de fois on a prêté del’argent à la Ville d’Utrecht. Les deux Dekens (= les Doyens), faisaient partie du Gouvernement de la Ville.
Dans l’année 1528 c’était l'empereur Charles Quint qui a réorganisé le Gouvernement de la Ville d’Utrecht.
Les Guildes ont perdu leur pouvoir dans la Ville et depuis ces temps il ne reste seulement que le gouvernement intérieur, ça veut dire dans l’organisation de Guilde.
Dans l'année 1730 on a acheté Uitspanning De Hollandsche Tuin et le jardin avec le Kolfbaan (‘cours du jeu de kolf’, près pallemaille), situé au Alendorpsteeg. En 1884 on a ajouté le Kolfbaan à ‘Het Huis’ (= la maison de la fraternité).
En 1901 on a fondé le ‘Kolfclub Utrecht’, qui est devenu aussi membre de ‘Koninklijke Kolfbond’ de 1885. Depuis 1730 on joue le jeu de Kolf dans une ambiance très âgée. En 2002 on a édité un livre : ‘Kolven, het plaisir sig in dezelve te diverteren’.

## La fin des Guildes
Napoléon a interdit les Guildes en 1798. Le pouvoir des Guildes a disparu et on était libre de s’installer comme forgeron, etc.
Le Gouvernement de la Ville a donné le conseil de fonder une Entreprise Commerciale des Forgerons en 1803. Cette fondation était un des bureaux de la Chambre de Commerce dans cette époque. Le nom de cette fondation est ‘Handelsbedrijf der Smeden’.
Ainsi c’était possible de garder et de conserver toutes les affaires de la Guilde de Forgerons.

## Le but
Jusqu’à aujourd’hui est le ‘Handelsbedrijf der Smeden’ le gardeur et le conservateur de toutes les propriétés, ainsi que le contrôle des affaires de St. Eloyen Gasthuis.
Le ‘Handelsbedrijf der Smeden’ travaille et contrôle aussi l’emploi traditionnel et la charité. Par l’héritage de Maître Van Dashorst (1603) c’est possible de continuer les traditions.

## Maître Forgeron Cornelis van Dashorst
Cet homme a donné par testament toutes ses propriétés. Une règle était de donner aux 20 pauvres forgerons ou aux autres pauvres, chaque semaine ‘Een halve stuiver brood en een halve stuiver geld’ (= un demi sou du pain et un demi sou d’argent).
Dans la Buurkerk, une église paroissiale, se trouve le ‘broodtafel’ (= table du pain) au mur de la partie Nord de l’église. On a fait ça jusqu’en 1907. Après cette année on a remplacé cette tradition jusqu’en 1963 dans la ‘St. Eloyen Gasthuis’. Depuis cette année on fait encore la charité, mais sous une forme plus temporaire.
Avec les moyens financiers on a rénové ‘Het Huis’ et aussi l’entrée quotidienne, la porte de 1644 au Boterstraat 22 à Utrecht.

## L’organisation et les traditions
Le ‘Handelsbedrijf der Smeden’ est une organisation de quatre commissaires et de quatre commissaires principaux. Le commissaire les plus âgé en service est le Président, nommé le ‘Deken’, le Doyen.
Le Doyen juge de la qualification d’un artisan stagiaire.
C’est lui qui souscrit un acte de l’artisan stagiaire quant lui est nommé Gildenbroeder (= Confrère).
Les membres de la Guilde ont leur direction, nommée ‘Regenten’ (=les Régents). Il y a 16 Régents. Le nombre de 16 fait partie de la tradition de 16 artisans-forgerons, comme le forgeron, le serrurier, etc.
Les Régents ont leur Président, nommé ‘Huismeester’, et leur trésorier, nommé ‘Busmeester’.
Dans la tradition des compétences professionnelles, on donne encore chaque année un médaillon et en acte à l’élève de Technische Scholen (= Écoles polytechniques) d’Utrecht avec les plus beaux résultats dans une étude la plus liée au forgeron.

## Jour commémoratif
Il y a quelques jours dans une année avec des fêtes traditionnelles.
Le 1er décembre est le jour de St. Eloi, le patron de Guilde.
Le 24 juin est le jour de St. Jean, le patron des hospices.
En juillet le lundi on a le ‘Hoveniersmaaltijd’ (= le Repas des Jardiniers).
Le Repas des Jardiniers est une tradition institutionnalisée par des foires, le ‘Piekenkermis’, d’Utrecht. Contre les mauvaises influences de la fête de cette foire on a ordonné d’assister au ‘Hoveniersmaaltijd’. Le menu est très simple : un steak, du pain, de la bière et des gaufres.
C’est le seul jour dans l’année où on peut visiter ‘Het Huis’, par une invention d’un des 16 Régents.
Chaque année le deuxième samedi en septembre, ‘Landelijke Open Monumentendag’, on peut visiter ‘Het Huis’.
Dans les traditions de ‘Het Huis’ il est réglé que chaque orateur termine ses mots avec la phrase : Opdat dit al’ moge strekken tot Heil en Welvaren van den Huize St. Eloy.